# Schalch (Chiemsee)
Schalch este o mică insulă pe lacul Chiemsee. Aceasta este situată la 66 m vest de Fraueninsel și la 50 de metri de cel mai apropiat traseu naval. Planul său este un pătrat cu latura de 4,7 m lungime, colțurile sunt aliniate în direcția punctelor cardinale. Suprafața insulei este de 22 m².
Insula a fost, probabil, creată în mod artificial pentru a evidenția un banc de nisip mai mare, care se extinde la aproximativ 40 de metri spre sud și vest, și a atenționa un pericol pentru circulația vapoarelor. Malul este fixat cu ziduri din piatră de zidărie. Insula a fost plantată în 1935 de către comunitatea artistică de pe Fraueninsel cu o salcie înaltă de aproximativ 6 m pentru a o face mai vizibilă pentru marinari. În timpul unei sărbători comunitatea artistică a "botezat-o" insula Sahara. Salcia a fost în ultimii ani victimă a unei furtuni și a fost înlocuită cu o salcie tânără.
Spre deosebire de Fraueninsel ce se află în apropiere, Schalch nu aparține municipalității Chiemsee, ci este ca și lacul o zonă neîncorporată.